# Maddalena Fellini
Maria Maddalena Fellini (Rimini, 7 ottobre 1929 – Rimini, 21 maggio 2004) è stata un'attrice italiana.

## Biografia
Sorella minore del regista Federico e dell'attore Riccardo, sposata con Giorgio Fabbri, era stata soprannominata in famiglia Bàgolo. Realizzò svariati film a partire dagli anni novanta del XX secolo, ma lavorò con successo anche in teatro e televisione.
Nel 1993, dopo la morte di Federico, fondò (in collaborazione con il Comune di Rimini e la Regione Emilia-Romagna) la Fondazione Fellini, mettendo a disposizione due piani della villa di famiglia, destinati a diventare il Museo Fellini. Nello stesso anno scrisse il libro Storie di una casalinga straripata.
Morì nel 2004 a 74 anni dopo una lunga malattia.

## Filmografia
- La domenica specialmente, regia di Marco Tullio Giordana (1991)
- L'ispettore Sarti, regia di Maurizio Rotundi (1991)
- Hors saison, regia di Daniel Schmid (1992)
- Bonus Malus, regia di Vito Zagarrio (1993)
- A rischio d'amore, regia di Vittorio Nevano (1994, film tv)
- Una bambina di troppo, regia di Damiano Damiani (1995)
- Viaggi di nozze, regia di Carlo Verdone (1995)

## Teatro
- Stal mami, di Liliano Faenza (1987)

## Opere letterarie
- Storie di una casalinga straripata, prefazione di Tonino Guerra, introd. di Sergio Zavoli, Guaraldi 1992
- A tavola con Federico Fellini. Le grandi ricette della cucina romagnola, Idealibri, 2003